# Лінкольн (парафія)
Шаблон:StateAbbr_ 32°36′ пн. ш. 92°40′ зх. д. / 32.6° пн. ш. 92.66° зх. д.
Округ  Лінкольн (англ. Lincoln Parish) — округ (парафія) у штаті  Луїзіана, США. Ідентифікатор округу 22061.

## Історія
Парафія утворена 1873 року.

## Демографія
За даними перепису 
2000 року 
загальне населення округу становило 42509 осіб, зокрема міського населення було 26967, а сільського — 15542.
Серед мешканців округу чоловіків було 20625, а жінок — 21884. В окрузі було 15235 домогосподарств, 9686 родин, які мешкали в 17000 будинках.
Середній розмір родини становив 3,01.
Віковий розподіл населення поданий у таблиці:
| Стать    | До 15 років | 15-21 | 22-29 | 30-39 | 40-49 | 50-65 | 65-85 | Понад 85 |
| -------- | ----------- | ----- | ----- | ----- | ----- | ----- | ----- | -------- |
| Чоловіки | 3964        | 4552  | 3220  | 2220  | 2307  | 2464  | 1689  | 209      |
| Жінки    | 3696        | 4754  | 2881  | 2404  | 2527  | 2701  | 2427  | 494      |

## Суміжні округи
- Юніон — північ
- Вачіта — схід
- Джексон — південь
- Б'єнвіль — південний захід
- Клейборн — північний захід

## Виноски
1. ↑  U.S. Decennial Census. United States Census Bureau. Архів оригіналу за 19 липня 2018. Процитовано 1 вересня 2014.
2. ↑  Historical Census Browser. University of Virginia Library. Архів оригіналу за 11 серпня 2012. Процитовано 1 вересня 2014.
3. ↑  Population of Counties by Decennial Census: 1900 to 1990. United States Census Bureau. Архів оригіналу за 15 вересня 2014. Процитовано 1 вересня 2014.
4. ↑  Census 2000 PHC-T-4. Ranking Tables for Counties: 1990 and 2000 (PDF). United States Census Bureau. Архів оригіналу (PDF) за 18 грудня 2014. Процитовано 1 вересня 2014.
5. ↑  State & County QuickFacts. United States Census Bureau. Архів оригіналу за 6 червня 2011. Процитовано 10 серпня 2013.(англ.) Наведено за англійською вікіпедією.
6. ↑  American FactFinder. Бюро перепису населення США. Архів оригіналу за 26 лютого 2012. Процитовано 31 січня 2008.

| США | Це незавершена стаття з географії США. Ви можете допомогти проєкту, виправивши або дописавши її. |